# استيبان أم لي
استيبان أم لي (بالإسبانية: Esteban Um Lee)‏ هو لاعب كرة قدم بوليفي في مركز الوسط، ولد في 23 يونيو 1999 في لاباز في بوليفيا. لعب مع نادي بوليفار.

## وصلات خارجية
- استيبان أم لي على موقع قاعدة بيانات كرة القدم.إي يو (الإنجليزية)
- استيبان أم لي على موقع Soccerway.com (الإنجليزية)